# Burette
En burette er en beholder for flydende reagenser udformet som et smalt rør, med en skala inddelt i f.eks. milliliter, og en studs eller "hane" i bunden hvor små, nøje afmålte mængder (rumfang) af indholdet kan tappes.
Skalaen starter almindeligvis med 0 milliliter øverst, og med stigende mængder angivet ned ad skalaen: Ved at fylde buretten helt op til 0-mærket opnår man, at det tappede rumfang kan aflæses direkte på skalaen. På grund af kapillærkrafter dannes der en menisk. Den korrekte mængde aflæses med menisken i øjenhøjde (hvilket eliminerer parallakse-fejl) og ved midten af minisken, hvilket vel sige i toppen af en konveks menisk, og bunden af en konkav menisk.
| Kemi | Spire Denne artikel om kemi er en spire som bør udbygges. Du er velkommen til at hjælpe Wikipedia ved at udvide den. |